# Dendrobium ischnophyton
Dendrobium ischnophyton är en orkidéart som beskrevs av Rudolf Schlechter. Dendrobium ischnophyton ingår i släktet Dendrobium, och familjen orkidéer. Inga underarter finns listade i Catalogue of Life.